# نيت كوستا
نيت كوستا (بالإنجليزية: Nate Costa)‏ هو لاعب كرة قدم أمريكية أمريكي، ولد في 15 مايو 1988 في ترلوك في الولايات المتحدة.